# Skatteminister
Skatteminister är den minister i ett lands regering som ansvarar för skattepolitiken inklusive tullinkomster. Skatteministern kan antingen leda ett skatteministerium eller vara en biträdande minister och sortera under ett Finansministerium. I många länder ansvarar finansministern för såväl finans- som skattepolitiken.
I Europeiska kommissionen är motsvarande ämbete kommissionären med ansvar för skatter och tullar, revision och bedrägeribekämpning. I Europeiska unionens råd möts skatte- och finansministrar i formationen Rådet för ekonomiska och finansiella frågor.
| Land    | Ministerns titel             | Ministerium           |
| ------- | ---------------------------- | --------------------- |
| Danmark | Skatteminister               | Skatteministeriet     |
| Kanada  | Minister of National Revenue | Canada Revenue Agency |
| Sverige | Skatteminister               | Finansdepartementet   |

## Fotnoter
1. ↑  Skatteministeriets webbplats
2. ↑  Webbplats för Minister of National Revenue